# Euxoa scotogrammoides
Euxoa scotogrammoides är en fjärilsart som beskrevs av Mcdunnough 1932. Euxoa scotogrammoides ingår i släktet Euxoa och familjen nattflyn. Inga underarter finns listade i Catalogue of Life.